# 列西克

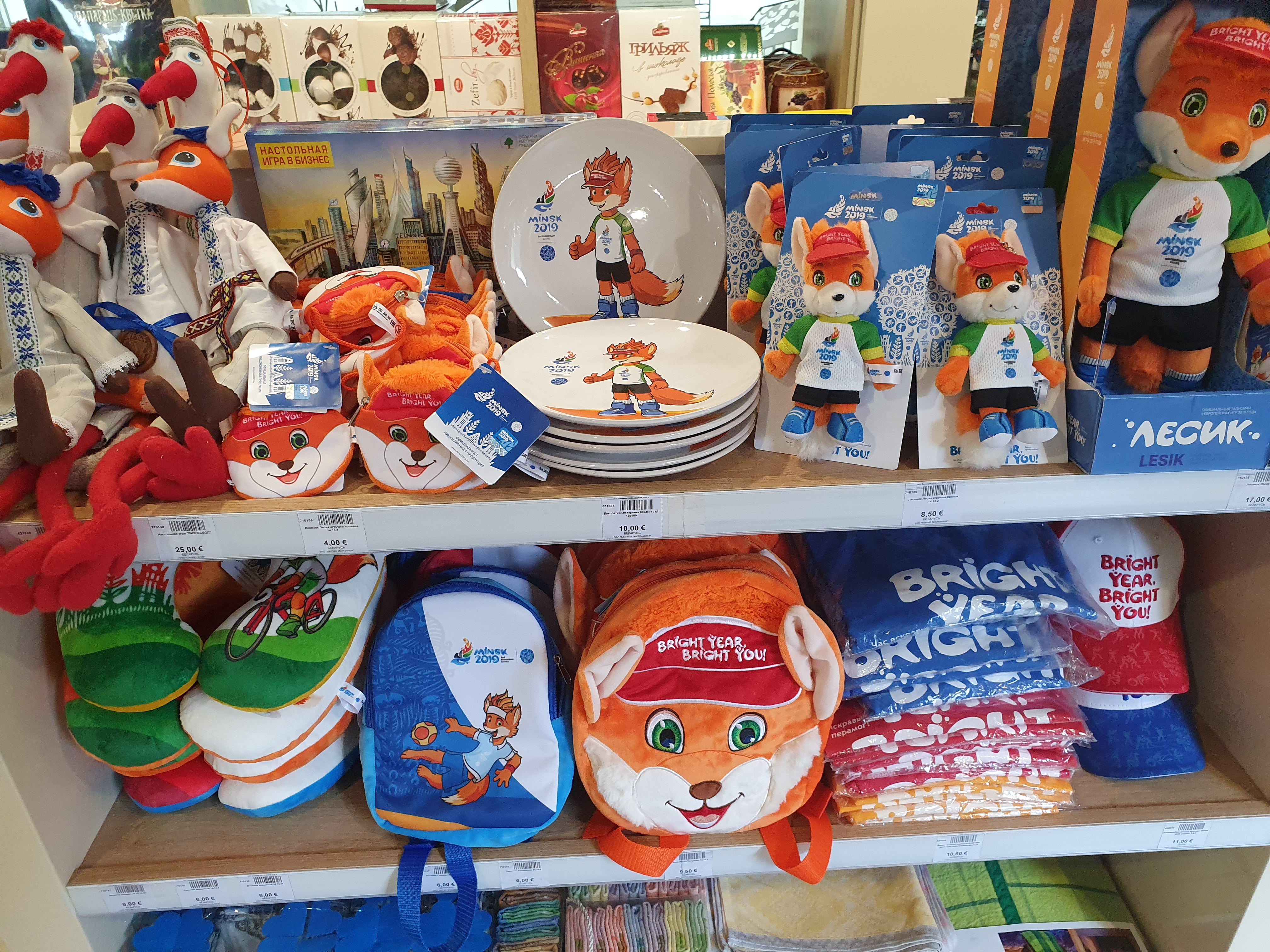
吉祥物列西克的紀念品，於明斯克

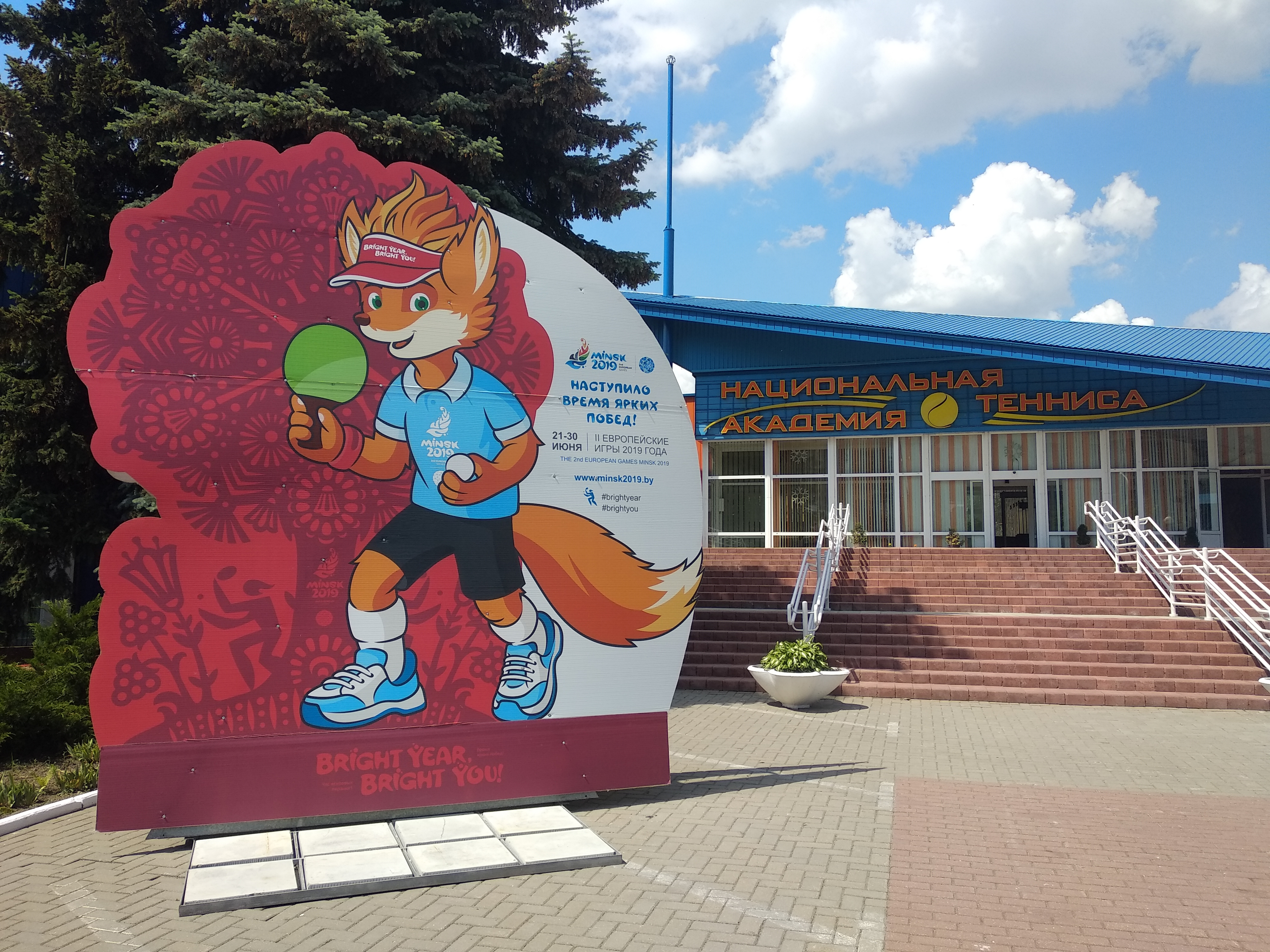
吉祥物列西克的形象看板，於明斯克奧林匹克網球訓練中心附近

列西克（羅馬化：Lesik）是於白俄羅斯明斯克舉行的2019年歐洲運動會大會吉祥物，為狐狸造型。

## 徵選與設計
2017年秋季，大會官方宣布了吉祥物的全國公開徵選競賽，並向大眾開放；隨後一共從專業人士和業餘愛好者收集了2,000多個候選名單，獲勝者於2018年11月29日在明斯克舉行公開儀式。選定的吉祥物是一隻名叫列西克的小狐狸，他穿著一件印有大會標誌的襯衫和短褲，穿著運動鞋和運動帽，帽上印有該屆的大會口號“Bright Year, Bright You!”（閃亮的一年，閃亮的你）。
列西克是以《小王子》中的小狐狸為範本。當小王子離開地球後，萊西克很快就想念他，他唯一能想到的就是尋找新朋友。他走遍附近尋找朋友，幫助他的腿變得非常強壯；他也聽得很認真，希望能聽到潛在的朋友的聲音，因此耳朵也變大了。
他得知一種名為蕨花（羅馬化：Paparats Kvetka）的傳奇花束可以幫助他實現夢想，但他需要走一百萬步到白俄羅斯才能找到它。根據吉祥物的創造者的說法，他代表友誼、發展、和諧、紀律、決心、開朗、無敵和活力。

## 軼事
2019年2月3日，列西克於立陶宛德魯斯基寧凱舉行的2019年『LTEAM冬季挑戰賽』吉祥物比賽中獲勝。

## 外部連結
- MINSK 2019 MASCOT UNVEILED… A FRIENDLY LITTLE FOX CALLED LESIK! （页面存档备份，存于） 欧洲奥委会官網的吉祥物介紹

- 吉祥物官方Instagra頁面